# Transport à Batna
Vous pouvez partager vos connaissances en l’améliorant (comment ?) selon les recommandations des projets correspondants.
Batna est une ville algérienne située à 435 km au sud-est d'Alger et à 113 km au sud-ouest de Constantine. Cette ville, capitale des Aurès, est un carrefour routier et ferroviaire important du Nord-Est algérien. Elle dispose de nombreuses infrastructures de transport : un aéroport international, une gare ferroviaire et une gare routière qui la mettent en communication avec les grandes villes du pays et avec l'étranger.

## Réseau routier
On peut accéder à la ville depuis les routes nationales :
- RN 31, au sud-est de la ville, en provenance de Lambèse ;
- RN 3, qui traverse la ville du nord-est au sud-est en provenance de Constantine et en direction de Biskra ;
- RN 77, en provenance de Merouana au nord-ouest de Batna, et qui rejoint la RN 3 à l'entrée sud-ouest de la ville.
- L'Autoroute Est-Ouest se rejoint pour Alger via El Eulma par la RN 77 et se rejoint pour Annaba via Constantine par la RN 3.

La Pénétrante de Batna est en travaux depuis 2014. Longue de 62 kilomètres, elle reliera l'Autoroute Est-Ouest via Chelghoum Laïd avec un profil en 2x3 voies.
Cette pénétrante fera la jonction entre l'Autoroute des Hauts Plateaux et l'Autoroute Est-Ouest, permettant de rejoindre via l'autoroute les autres grandes villes de l'Aurés vers l'Est comme Khenchela et Tébessa et vers l'Ouest pour M'sila, Tiaret et jusqu'à Tlemcen.

## Infrastructures

### Gare routière
La gare routière Adhrar El Hara (ar : أذرار الهارة) qui se traduit du chaoui le « mont des lions », appelée aussi la nouvelle S.N.T.V par les Batnéens. Elle se trouve dans la nouvelle zone urbaine Numéro 2 au sud de la ville, à la périphérie de la ville, pas très loin de la direction de la douane. À l’intérieur il y a une partie pour les bus qui se divise à son tour en deux parties, la partie nord sert de plateforme pour les bus interwilayas de longue distance, qui partent à Alger, Ghardaia. La deuxième partie sud-est est pour les bus interwilayas de petites distances comme Sétif ou Constantine. Il y a aussi la partie ouest pour les taxis collectifs interwilayas. Dans la partie centrale, il y a des taxis qui font le transport local. On peut y accéder par la route nationale 3, la seule entrée de la gare routière.

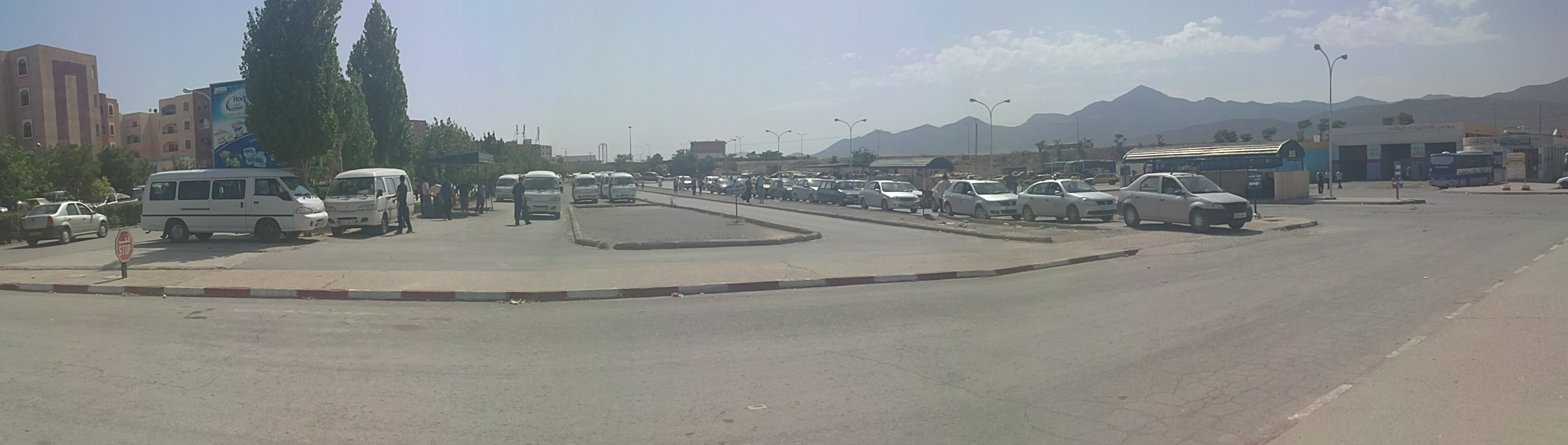
Gare routière et station de taxis de Batna

### Aéroport
La ville de Batna est dotée d’un aéroport qui se trouve à 35 km de la ville sur la RN 75 géré par l'EGSA Constantine. Il est inauguré le 5 juillet 1998, sous le nom d'aéroport de Medghassen, puis renommé en aéroport de Mostefa Ben Boulaïd. Il est considéré comme aéroport international, puisqu'il a des vols reliant Batna à des villes françaises comme Paris, Nice, Lyon et Marseille, et une seule destination en Algérie à Alger.

## Chemin de fer

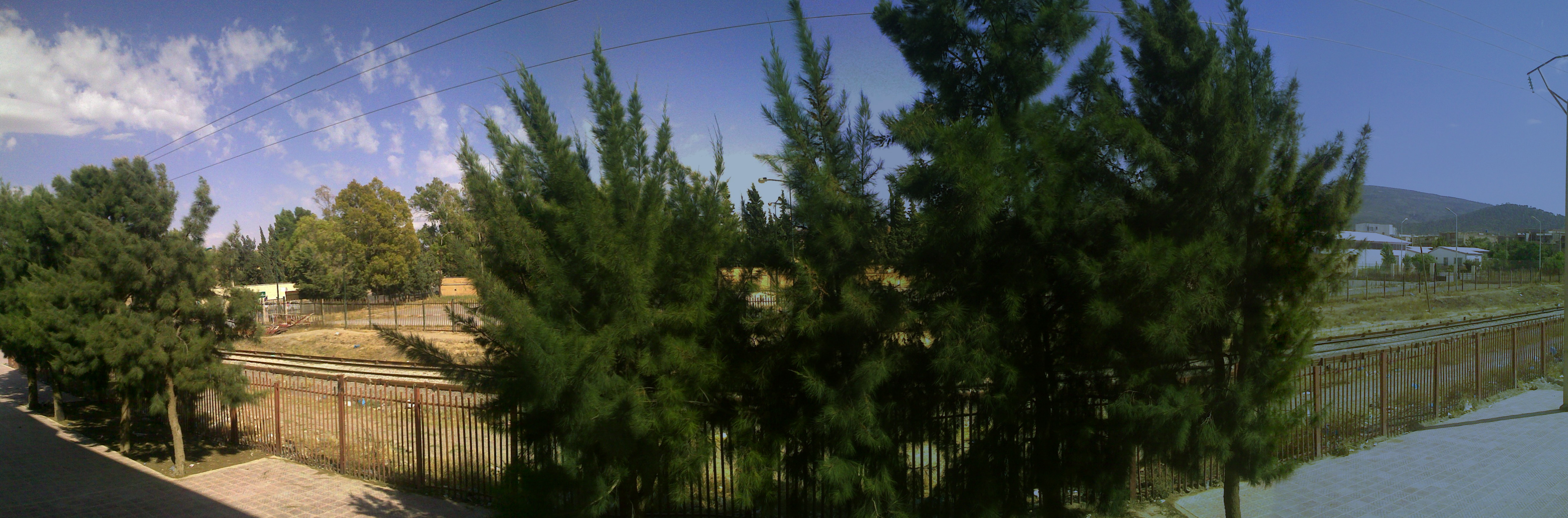
Chemin de fer à Batna

Batna dispose d’une gare SNTF qui est située au nord de la ville, construite pendant l’époque coloniale. Depuis la gare on peut se déplacer à Biskra, Constantine, et à Alger via Bordj-Bou-Arreridj.

## Transport public

### Tramway
L’idée de construire un réseau de tramway avait été déposée en 2007 au ministère des Transports et acceptée dans la même année. L'étude de faisabilité de la ligne de tramway a été confiée à un groupement franco-belge (composé des bureaux d'études Egis-Rail et Transurb), et le projet de réalisation du tramway est confié au groupement sud-coréen Saman.
La première ligne sera entre Bouzourane et la nouvelle ville de Hamla via le centre-ville, d’une longueur de 15 km et elle comptera 24 stations.
Une deuxième ligne est soumise par les autorités locales du gouvernement, et elle va relier la gare SNTF à Tazoult sur une longueur de 14 km.

### Autobus

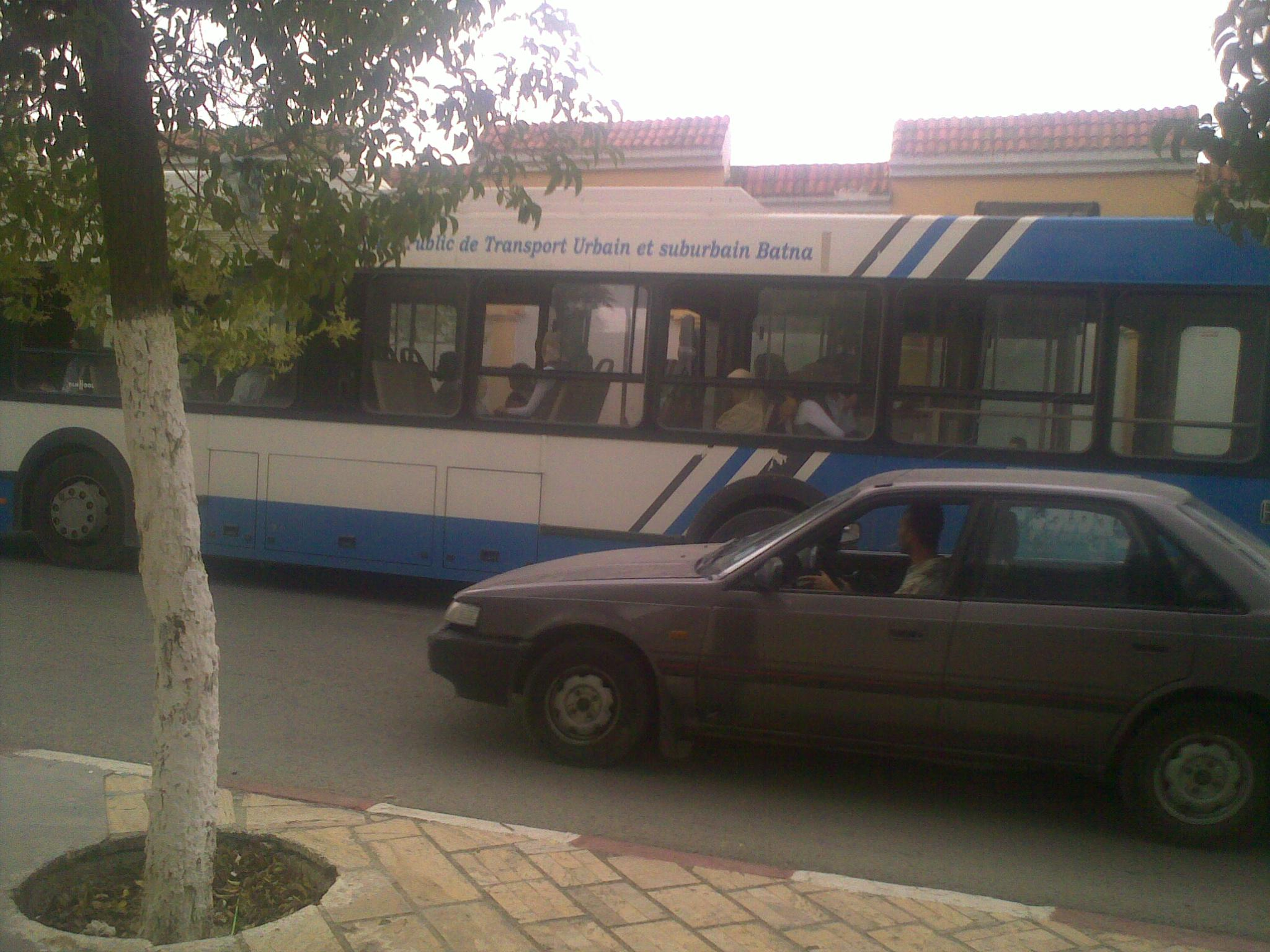
Les nouveaux bus de Batna

Il y a deux stations de bus (ancienne gare routière et la nouvelle). Les bus qui sont stationnés dans l’ancienne gare sont utilisés pour le transport local de la ville de Batna, le prix d’un billet dans les bus locaux, varie entre 10 et 15 dinars algériens (de 10 à 15 centime euro).
Les bus stationnés dans la nouvelle gare sont utilisés pour le transport entre les wilayas, daïras et les villes algériennes, qui partent dans plusieurs destinations et leurs prix varient entre 100 et 600 dinars algériens (de 0.96 à 5,79 euro), en plus un des bus qui fait des allers, vient de Bouzourane à la gare en passant par le centre-ville, tout au long de la rue de Biskra.

### Taxi

#### Taxi collectif
À Batna, il y a des taxis à fonctions collectifs, leurs parkings se trouvent à l’intérieur de la nouvelle gare routière, à la périphérie de la ville. Les taxis collectifs de la ville de Batna, se déplacent dans toute la région de la wilaya de Batna et dans les autres villes algériennes qui se trouvent dans le Sahara algérien ou dans le nord du pays comme Alger et autres.
Les prix varient entre 200 dinar algérien (1.95 euro)  et 1000 dinars algériens (9,75 euro) en dehors de la wilaya de Batna (Alger, Annaba, Constantine, Sétif, Biskra et autres).

#### Taxi public

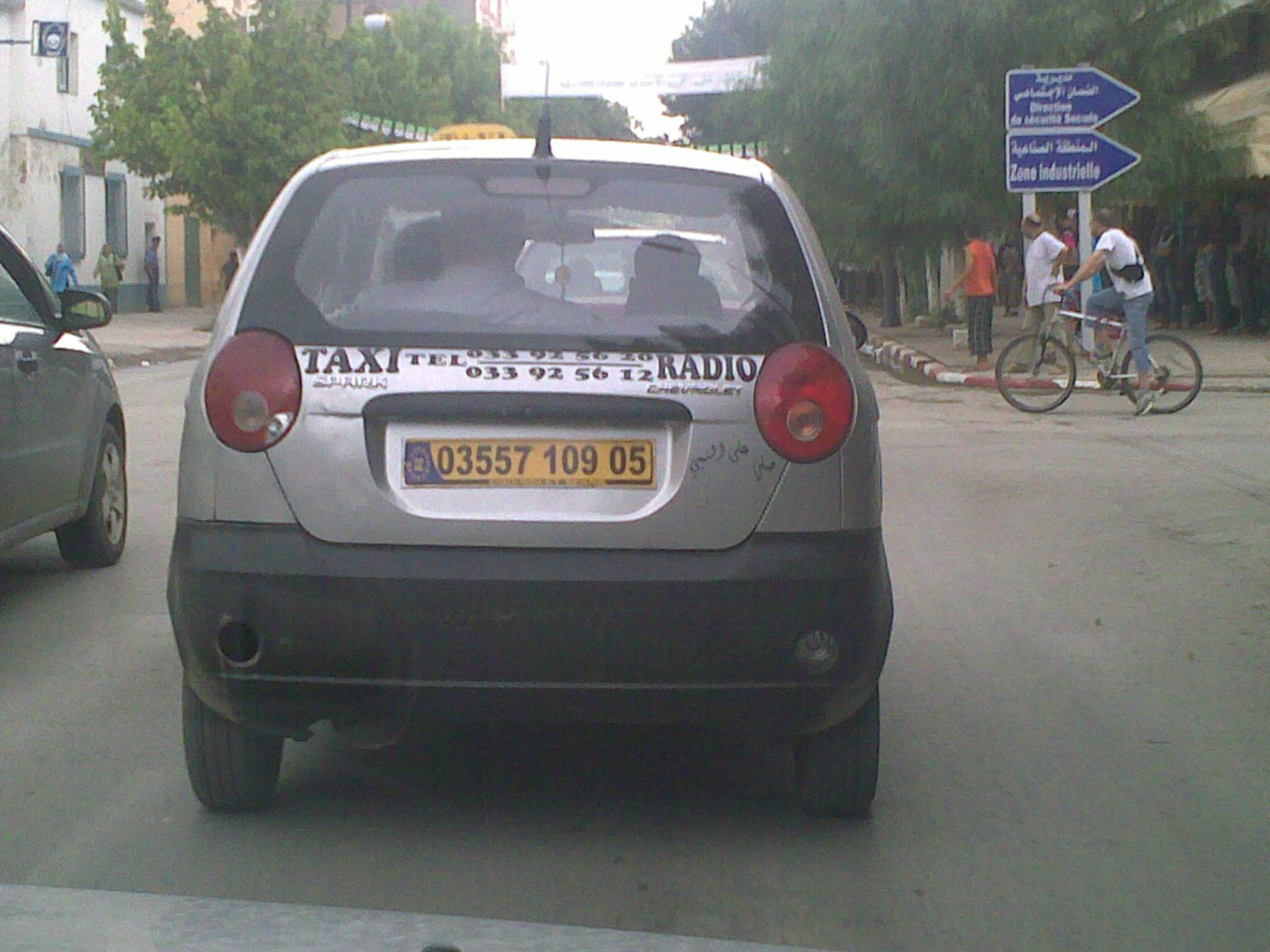
Un taxi radio de la ville

Les taxis publics de la ville de Batna, ont un manque de stations de proximité.

#### Taxi clandestin
Les taxis clandestins sont très actifs à Batna, plus que les taxis publics, en raison du prix élevé, le chauffeur de taxi public supporte les charges fixes, mais par contre le tarif est négociable pour les taxis clandestins, et pour les raisons de dispositions des taxis clandestins qui viennent où on veut, quand en veut.
Il existe plus d’une trentaine de stations fonctionnelles en 2007. Le nombre de voitures par station est très variable. Il peut varier de 5 à 25 voitures.
Le taxi clandestin a tellement pris le contrôle dans le domaine du transport urbain des habitations de Batna que les Batnéens ne disent plus « on prend un taxi » mais plutôt « on prend un fraude ! ».